# 双肼酞嗪
双肼酞嗪（或称为双肼屈嗪）是一种含氮有机化合物，化学式C
8H
10N
6，能作为處方藥，有抗高血压作用。